# Strada Sforii

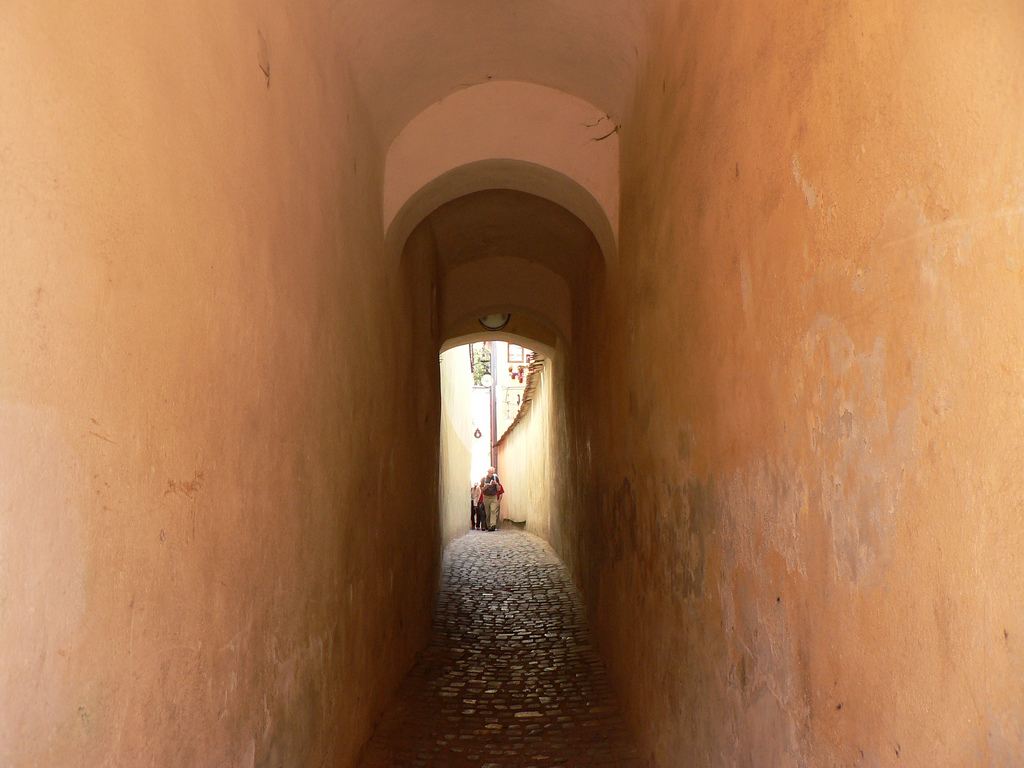
Strada Sforii

Strada Sforii (niem: Fadengasse) – najwęższa ulica w Braszowie, w Rumunii. Uważana jest za jedną z najwęższych ulic w Europie (L'Androuno, we Francji, Spreuerhofstraße, w Niemczech i Parliament Street w Anglii są węższe).
Znajduje się w pobliżu Bramy Șchei i jest prostopadła do Strada Cerbului. Wybudowano ją początkowo jako korytarz, z którego mogli korzystać strażacy, i po raz pierwszy wspomniano o nim w dokumentach z XVII wieku. Strada Sforii jest teraz atrakcją turystyczną i miejscem spotkań. Jej szerokość waha się od 111 do 135 centymetrów i ma długość 80 metrów.